# Anna Kalínskaya
Anna Nikoláievna Kalínskaya (en ruso: Анна Николаевна Калинская; Moscú, 2 de diciembre de 1998) es una tenista profesional rusa.

## Trayectoria deportiva
Kalínskaya debutó en un cuadro principal de la WTA en el Torneo de Moscú 2016 tras recibir un wildcard. Perdió en primera ronda ante Kristina Mladenovic.
Hizo su debut en el cuadro principal de un evento de Grand Slam en el Abierto de Australia 2018 después de ganar tres partidos de clasificación.
Hasta la fecha ha logrado tres títulos de dobles a nivel WTA; un título de individuales en la categoría WTA 125s; además de siete títulos individuales y nueve de dobles en el circuito ITF. Tiene como mejor posición histórica en el Ranking WTA el puesto 24°.

### 2022: ganadora de dobles del Torneo de San Petersburgo
No logra clasificarse para el Abierto de Australia. 
Resulta ganadora del Torneo de San Petersburgo en la categoría de dobles junto a Caty McNally al imponerse en la final 3-6, 7-6, 4-10 ante Alicja Rosolska y Erin Routliffe. 
Es semifinalista del Torneo de Guadalajara teniendo que retirarse del partido ante Sloane Stephens con el marcador 3-6, 7-5. 
En el Masters de Indian Wells pierde en tercera ronda ante Sorana Cîrstea (7-5, 1-6, 0-6) y en el Masters de Miami cae en la misma ronda al tener que retirarse antes de su partido contra Lucia Bronzetti. 
Es semifinalista en dobles del WTA 125K de París junto a Anastasiya Potápova. 
En Roland Garros pierde en primera ronda contra Madison Keys (6-3, 3-6, 6-4). En el Torneo de Berlín alcanza los octavos de final cayendo ante Belinda Bencic (6-4, 1-6, 6-1). 
Es finalista del Torneo de Washington en la categoría de dobles junto a Caty McNally perdiendo 6-3, 5-7, 12-10 frente a Erin Routliffe y Jessica Pegula. 
En el Abierto de Estados Unidos gana en primera ronda a Rebecca Peterson (4-6, 3-6) y cae en segunda ante Caroline Garcia (3-6, 1-6)

### 2023: lesiones, finalista de dobles del Torneo de Japón y ganadora del ITF de Midland
Alcanza los cuartos de final del Torneo Internacional Adelaida II perdiendo contra Belinda Bencic (3-6, 3-6).
En el Abierto de Australia cae en primera ronda frente a Danielle Collins (5-7, 7-5, 4-6). En la categoría de dobles alcanza los cuartos de final junto a Caroline Dolehide donde pierden 6-3, 6-3 contra Ena Shibahara y Shuko Aoyama.
En el Torneo de Hua Hin pierde en octavos de final contra Lesia Tsurenko (0-6, 7-6, 4-6). 
En el Torneo de Doha no logra clasificarse para el cuadro individual pero alcanza los octavos de final en dobles junto a Markéta Vondroušová perdiendo 7-6, 7-6 contra Chan Yung-jan y Chan Hao-ching.
Alcanza los cuartos de final del Torneo de Austin perdiendo 6-3, 2-6, 1-6 contra Danielle Collins. 
En el Masters de Indian Wells pierde en segunda ronda frente a Karolína Plíšková (2-6, 6-0, 6-4) y en el Masters de Miami pierde en la misma ronda contra Yelena Rybákina (7-5, 4-6, 6-3). 
En el Torneo de Charleston se retira en su partido de cuartos de final contra Ons Jabeur con el marcador 0-6, 1-4 a favor de la tunecina. 
En el Masters de Madrid pierde en su tercer partido contra Petra Martić (6-3, 4-6, 6-3) y en el Masters de Roma se retira en su tercer partido frente a Yelena Rybákina. 
Por lesión no disputa ninguna competición hasta el Abierto de Estados Unidos donde vence en primera ronda a Kateřina Siniaková (6-4, 6-2) y pierde en segunda frente a Sorana Cîrstea (3-6, 4-6). 
En el Torneo de Japón pierde en cuartos de final ante Ashlyn Krueger (6-3, 6-1). En este mismo torneo es finalista en la categoría de dobles siendo pareja de Yúliya Putíntseva, perdiendo la final 7-6, 6-3 contra Nadia Kichenok y Anna-Lena Friedsam.
En el Torneo de Cantón pierde su primer partido frente a Viktória Kužmová (6-7, 6-3, 3-6) en el Torneo de Tokio vuelve a perder en primera ronda frente a Yekaterina Aleksándrova (7-6, 1-6, 5-7). No logra clasificarse para el Torneo de Pekín.
Juega el ITF Tampico de México donde es finalista perdiendo contra Emina Bektas (6-3, 3-6, 7-6). Resulta ganadora del ITF Midland de Estados Unidos imponiéndose en la final 5-7, 4-6 ante Jana Fett. 

### 2024: finalista del Torneo de Dubái y del Torneo de Berlín, mejor clasificación en todos los Grand Slam y top-14
Empieza la temporada perdiendo en segunda ronda del Torneo de Brisbane ante Victoria Azárenka (1-6, 6-7). En el Torneo Internacional de Adelaida pierde en octavos de final ante su compatriota Daria Kasátkina (5-7, 6-4, 7-5).
En el Abierto de Australia gana en las cuatro primeras rondas a Katie Volynets (6-3, 3-6, 6-2), Arantxa Rus (1-6, 5-7), Sloane Stephens (6-7, 6-1, 6-4) y Jasmine Paolini (4-6, 2-6). Pierde en cuartos de final contra Zheng Qinwen (7-6, 3-6, 1-6). 
Es finalista del Torneo de Dubái perdiendo la final 6-4, 5-7, 5-7 contra Jasmine Paolini.
En el Masters de Indian Wells cae en segunda ronda ante Jasmine Paolini (3-6, 6-3, 4-6) y en el Masters de Miami en octavos de final al retirarse antes de su partido contra María Sákkari. 
En el Masters de Madrid pierde su primer partido frente a Sara Bejlek (6-1, 6-4) y en el Masters de Roma en su segundo contra Elina Svitólina (6-3, 6-3). 
En Roland Garros gana en primera ronda a Clara Burel (7-6, 7-5) y cae en segunda ante Bianca Andreescu (6-1, 5-7, 3-6). 
Es finalista del Torneo de Berlín perdiendo la final contra Jessica Pegula (6-7, 6-4, 7-6). En Wimbledon vence en primera ronda a Panna Udvardy (6-3, 6-2), en segunda a Marie Bouzková (6-4, 6-1) y en tercera a Liudmila Samsónova (7-6, 6-2). Se retira en su partido de octavos de final ante Yelena Rybákina cuando el marcador estaba 6-3, 3-0 a favor de la kazaja. 
En el Masters de Canadá alcanza los octavos de final donde se vuelve a retirar en su partido frente a Amanda Anisimova con el marcador 6-2 a favor de la estadounidense. En el Masters de Cincinnati pierde en la segunda ronda contra Paula Badosa (3-6, 2-6).
En el Abierto de Estados Unidos vence en primera ronda a Lauren Davis (2-6, 2-6) y en segunda a Anna Bondár (2-6, 4-6). Pierde en tercera ronda frente a la brasileña Beatriz Haddad Maia (6-3, 6-1). 
En la gira asiática alcanza los octavos de final del Torneo de Pekín donde pierde 7-5, 6-0 contra Yuliia Starodubtseva. En la Premier de Wuhan cae en segunda ronda ante Yekaterina Aleksándrova (6-4, 6-7, 6-1) y en el Challeger de Ningbo pierde en cuartos de final contra Karolína Muchová (6-2, 2-6, 3-6). 
Anna finaliza aquí su temporada consiguiendo su mejor clasificación en los cuatro Grand Slams y quedando clasificada como la número 14 del ranking WTA. 

## Vida personal
Anna tuvo una breve relación con el tenista australiano Nick Kyrgios. En el año 2024 se confirmó su relación con el tenista italiano Jannik Sinner.

## Títulos WTA (4; 0+4)

### Individual (0)
| Leyenda                                |
| -------------------------------------- |
| Grand Slam (0)                         |
| Juegos Olímpicos (0)                   |
| WTA Finals (0)                         |
| P. Mandatory & Premier 5, WTA 1000 (0) |
| Premier, WTA 500 (0)                   |
| International, WTA 250 (0)             |

#### Finalista (3)
| N.º | Fecha                 | Torneo     | Superficie | Oponente en la final | Resultado           |
| --- | --------------------- | ---------- | ---------- | -------------------- | ------------------- |
| 1.  | 24 de febrero de 2024 | Dubái      | Dura       | Jasmine Paolini      | 6-4, 5-7, 5-7       |
| 2.  | 23 de junio de 2024   | Berlín     | Césped     | Jessica Pegula       | 7-6(0), 4-6, 6-7(3) |
| 3.  | 27 de julio de 2025   | Washington | Dura       | Leylah Fernandéz     | 1-6, 2-6            |

### Dobles (4)
| Leyenda                                |
| -------------------------------------- |
| Grand Slam (0)                         |
| Juegos Olímpicos (0)                   |
| WTA Finals (0)                         |
| P. Mandatory & Premier 5, WTA 1000 (1) |
| Premier, WTA 500 (1)                   |
| International, WTA 250 (2)             |

| N.º | Fecha                    | Torneo          | Superficie    | Pareja            | Oponentes en la final              | Resultado             |
| --- | ------------------------ | --------------- | ------------- | ----------------- | ---------------------------------- | --------------------- |
| 1.  | 3 de mayo de 2019        | Praga           | Tierra batida | Viktória Kužmová  | Nicole Melichar Květa Peschke      | 4-6, 7-5, [10-7]      |
| 2.  | 19 de septiembre de 2021 | Portoroz        | Dura          | Tereza Mihalíková | Aleksandra Krunić Lesley Kerkhove  | 4-6, 6-2, [12-10]     |
| 3.  | 13 de febrero de 2022    | San Petersburgo | Dura (i)      | Caty McNally      | Alicja Rosolska Erin Routliffe     | 6-3, 6-7(5), [10-4]   |
| 5.  | 4 de mayo de 2025        | Madrid          | Tierra batida | Sorana Cîrstea    | Veronika Kudermetova Elise Mertens | 6-7(10), 6-2, [12-10] |

#### Finalista (5)
| N.º | Fecha                    | Torneo          | Superficie | Pareja            | Oponentes en la final                  | Resultado         |
| --- | ------------------------ | --------------- | ---------- | ----------------- | -------------------------------------- | ----------------- |
| 1.  | 3 de febrero de 2019     | San Petersburgo | Dura (i)   | Viktória Kužmová  | Margarita Gasparyan Ekaterina Makarova | 5-7, 5-7          |
| 2.  | 7 de febrero de 2021     | Melbourne II    | Dura       | Viktória Kužmová  | Shuko Aoyama Ena Shibahara             | 3-6, 4-6          |
| 3.  | 6 de agosto de 2022      | Washington      | Dura       | Caty McNally      | Jessica Pegula Erin Routliffe          | 3-6, 7-5, [10-12] |
| 4.  | 16 de septiembre de 2023 | Osaka           | Dura       | Yúliya Putíntseva | Nadia Kichenok Anna-Lena Friedsam      | 6-7(3-7), 3-6     |
| 5.  | 4 de enero de 2025       | Brisbane        | Dura       | Priscilla Hon     | Mirra Andreeva Diana Shnaider          | 6-7(6-8), 5-7     |

## Títulos WTA 125s

### Individual (1–1)
| Resultado | Fecha                  | Torneo  | Superficie | Oponente     | Puntaje            |
| --------- | ---------------------- | ------- | ---------- | ------------ | ------------------ |
| Finalista | 29 de octubre de 2023  | Tampico | Dura       | Emina Bektas | 3-6, 6-3, 6-7(3-7) |
| Campeona  | 5 de noviembre de 2023 | Midland | Dura (i)   | Jana Fett    | 7-5, 6-4           |

## Títulos ITF

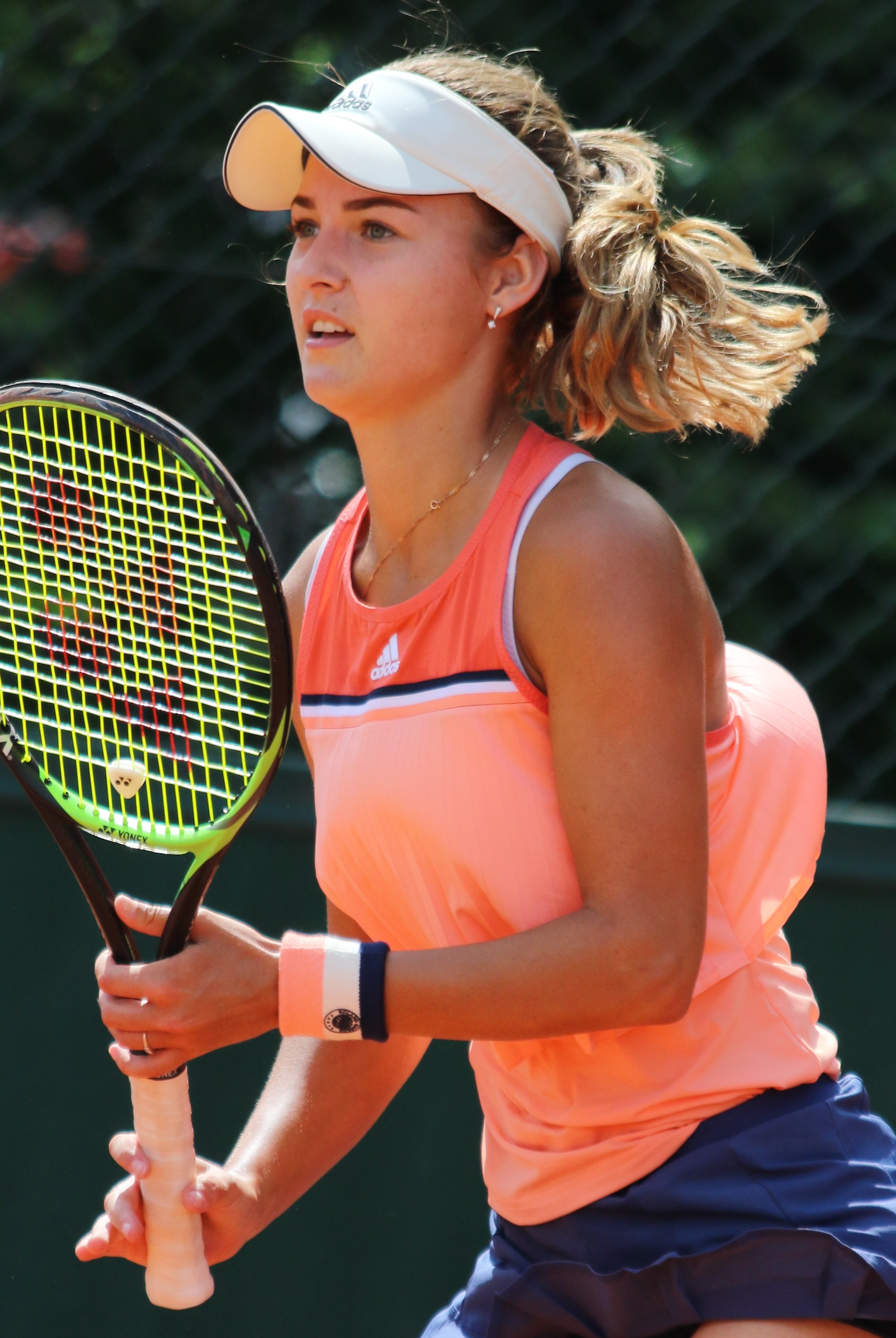
Kalínskaya

### Individual: 7
| Leyenda             |
| ------------------- |
| Torneos de $100 000 |
| Torneos de $80 000  |
| Torneos de $60 000  |
| Torneos de $25 000  |
| Torneos de $15 000  |
| Torneos de $10 000  |

| Finales por superficie |
| ---------------------- |
| Dura (1)               |
| Tierra batida (5)      |
| Hierba (0)             |
| Carpeta (1)            |

| N.º | Fecha                 | Torneo        | Superficie    | Rival                      | Resultado     |
| --- | --------------------- | ------------- | ------------- | -------------------------- | ------------- |
| 1.  | 30 de abril de 2016   | Shymkent      | Tierra batida | Ilona Kremen               | 6-4, 6-2      |
| 2.  | 11 de junio de 2016   | Minsk         | Tierra batida | Vera Lapko                 | 6-4, 6-3      |
| 3.  | 17 de julio de 2016   | Aschaffenburg | Tierra batida | Dalila Jakupovic           | 6-3, 2-6, 6-2 |
| 4.  | 27 de agosto de 2016  | Járkov        | Tierra batida | Valentini Grammatikopoulou | 6-4, 1-6, 6-1 |
| 5.  | 23 de octubre de 2017 | Óbidos        | Carpeta       | Magdalena Fręch            | 6-3, 6-3      |
| 6.  | 6 de enero de 2019    | Hong Kong     | Dura          | Elena Rybakina             | 6-4, 6-4      |
| 7.  | 19 de mayo de 2019    | Saint-Gaudens | Tierra batida | Ana Bogdan                 | 6-3, 6-4      |

### Dobles: 9
| Leyenda             |
| ------------------- |
| Torneos de $100 000 |
| Torneos de $80 000  |
| Torneos de $60 000  |
| Torneos de $25 000  |
| Torneos de $15 000  |
| Torneos de $10 000  |

| Finales por superficie |
| ---------------------- |
| Dura (4)               |
| Tierra batida (5)      |
| Hierba (0)             |
| Carpeta (0)            |

| N.º | Fecha                   | Torneo            | Superficie    | Pareja                     | Rivales                                      | Resultado             |
| --- | ----------------------- | ----------------- | ------------- | -------------------------- | -------------------------------------------- | --------------------- |
| 1.  | 31 de enero de 2015     | Sunrise           | Tierra batida | Katerina Stewart           | Paula Cristina Gonçalves Beatriz Haddad Maia | 7-6(8-6), 5-7, [10-6] |
| 2.  | 1 de abril de 2016      | Manama            | Dura          | Tereza Mihalíková          | Katharina Hering Kimberley Zimmermann        | 7-5, 6-3              |
| 3.  | 15 de mayo de 2016      | Trnava            | Tierra batida | Tereza Mihalíková          | Evgeniya Rodina Anastasija Sevastova         | 6-1, 7-6(7-4)         |
| 4.  | 17 de junio de 2016     | Minsk             | Tierra batida | Valentini Grammatikopoulou | Ulrikke Eikeri Laura Pigossi                 | 4-6, 6-1, [10-2]      |
| 5.  | 24 de julio de 2016     | Darmstadt         | Tierra batida | Valentini Grammatikopoulou | Anita Husaric Dalila Jakupovic               | 6-4, 6-1              |
| 6.  | 11 de noviembre de 2016 | Minsk             | Dura (i)      | Nika Shytkouskaya          | Ilona Kremen Vera Lapko                      | 6-2, 6-3              |
| 7.  | 6 de agosto de 2017     | Bad Saulgau       | Tierra batida | İpek Soylu                 | Nicoleta Dascălu Cristina Dinu               | 6-2, 6-2              |
| 8.  | 17 de marzo de 2018     | Shenzhen          | Dura          | Viktória Kužmová           | Danka Kovinić Wang Xinyu                     | 6-4, 1-6, [10-7]      |
| 9.  | 31 de marzo de 2018     | Croissy-Beaubourg | Dura (i)      | Viktória Kužmová           | Petra Krejsová Jesika Malečková              | 7-6(7-5), 6-1         |